# 서아마존물쥐
서아마존물쥐(Nectomys apicalis)는 비단털쥐과 남아메리카물쥐속에 속하는 반수생 설치류이다. 에콰도르의 안데스산맥 동부와 페루, 볼리비아 그리고 동쪽으로 브라질 서부 지역에서 발견된다. 동쪽으로 더 멀리 발견되던 개체군으로 작은발거친털쥐로 명명되었다. 저지대 열대 우림의 수원지 근처에서 서식한다. 핵형은 2n=38~42이고, 구별되는 여러 종을 포함할 수도 있다.